# كارين بلكسين
كارين بلكسين (بالدنماركية: Karen Blixen) واسمها «كارين كريستيانز دنسين» هي كاتبة وروائية دانماركية كانت تكتب باسم مستعار هو إسحق دنسن، وكذلك أيضاً باسم آخر هو «سيولا». وقد كتبت أعمالها باللغات الدانمركية والفرنسية والإنجليزية.
أشتهرت كارين بلكسين بروايتها خارج أفريقيا وهي الرواية التي تحكي قصة حياتها في كينيا ما بين عام 1913 إلى عام 1931 حيث تحولت هذه الرواية إلى فيلم سينمائي حصل على جائزة الأوسكار عام 1985، ومثلت دورها في الفيلم النجمة السينمائية ميريل ستريب مع روبرت ريدفورد في دور دينس هاتون وإخراج سيدني بولاك. ومن أشهر أعمالها الروائية أيضاً «سبع قصص قوطية» عندما كانت معروفة في الدانمرك وكان لها آنذاك شهرة، وقد قال عنها السكرتير الدائم للأكاديمية السويدية بيتر إنجلوند أنه من الخطأ أن كارين بلكسين لم تمنح جائزة نوبل في الآداب في الثلاثينيات من القرن الماضي 

## بداية حياتها

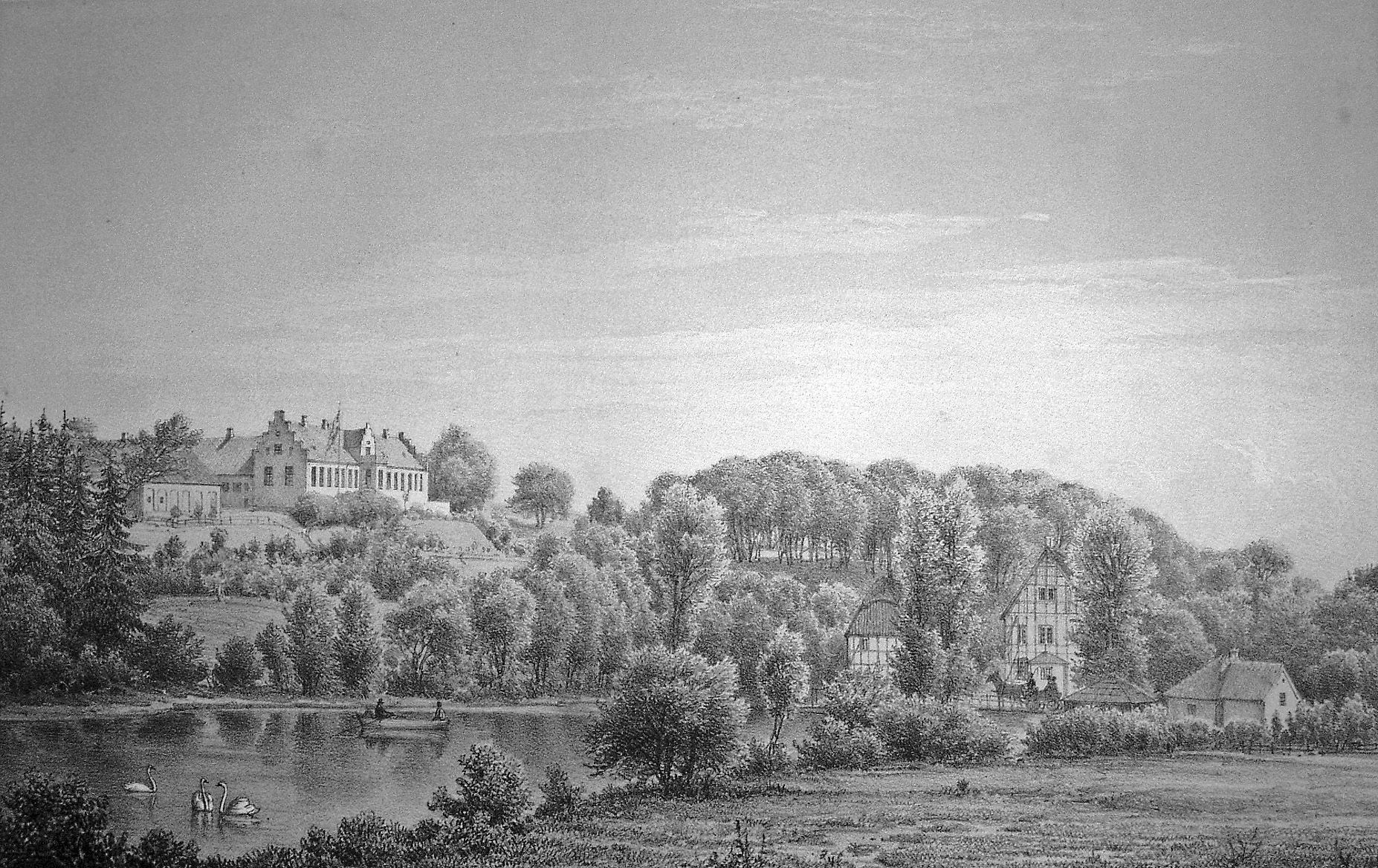
رسم لضيعة ماتروب في الدانمرك كما تبدو قديماً(في عام1861) حيث قضت كارين بلكسين بداية حياتها هناك

ولدت كارين دنسن في 17 إبريل عام 1885 في الدانمرك، وهي ابنة الكاتب والضابط العسكري «ولهلم دنسن» وأخت «توماس دنسن». وكارين من عائلة أرستقراطية وأمها برجوازية ثرية تمتهن التجارة. قضت كارين بداية سنوات حياتها في أملاك والدتها في ضيعة «ماتروب» قرب «هورسنس» في الدانمرك، ودرست الفن في كوبنهاغن وباريس وروما، وبدأت في نشر القصة في النشرات الدورية الدانمركية في عام 1905 وتحت اسم مستعار هو «سيولا» وهو اسم لزعيم ملهم قد يكون له اتصال بأبيها مع الأمريكيين الأصليين حيث أن أباها عاش بين هنود قبيلة شبيوا Chippewa في الفترة ما بين أغسطس 1872 إلى ديسمبر 1873 في وسكنسن، وأصبح أباً لبنت ولدت له بعد أن عاد إلى الدانمرك. وقد انتحر والدها بشنق نفسه في عام 1895 بعد أن شخص الأطباء إصابته بمرض الزهري وكانت كارين في العاشرة من عمرها.

## حياتها في أفريقيا

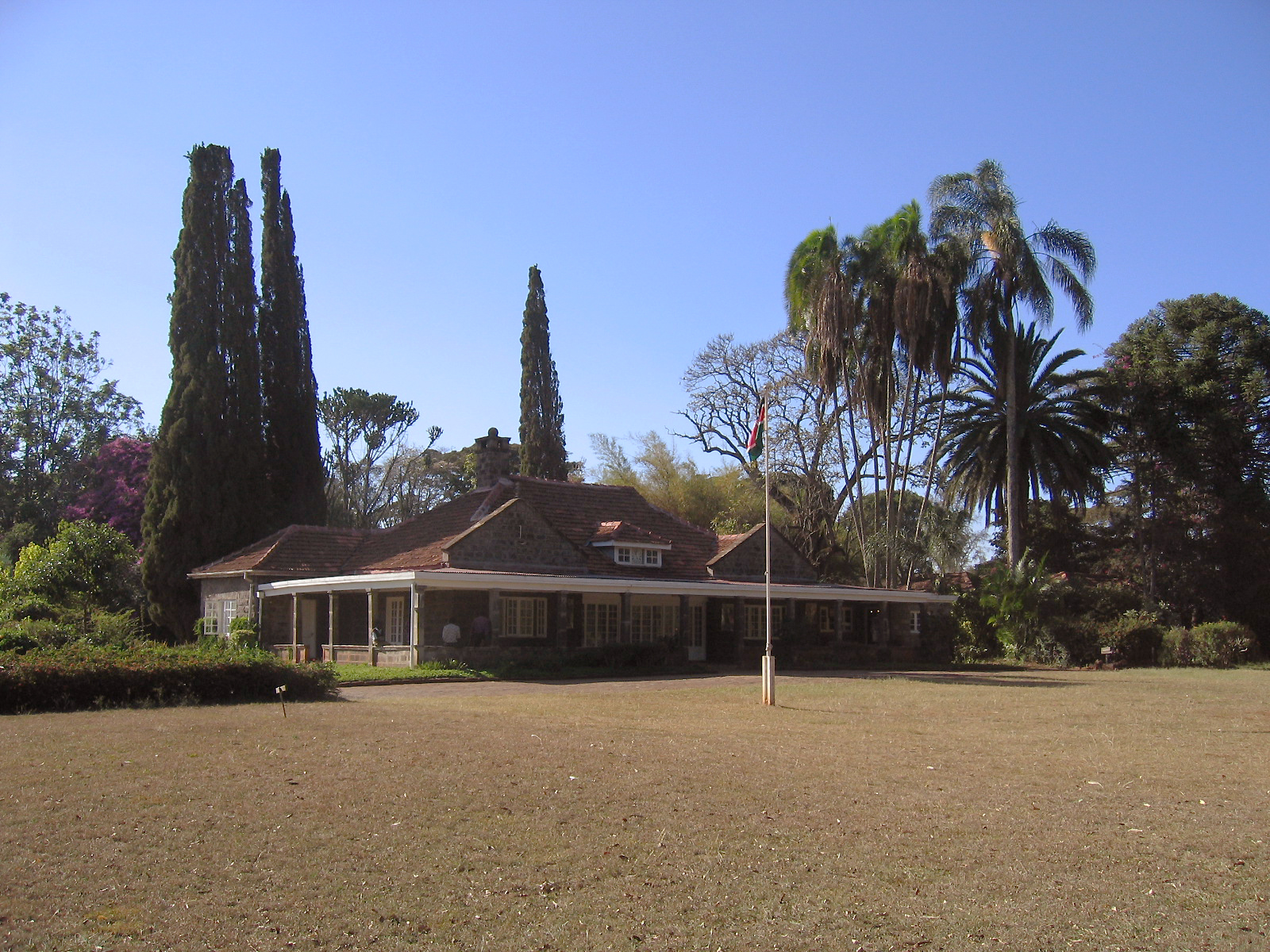
المنزل الذي عاشت فيه الكاتبة حياتها في أفريقيا وقد تحول حالياً لمتحف في ضاحية كارين بالقرب من نيروبي عاصمة كينيا

في عام 1913 تزوجها ابن عمها الثاني، البارون السويدي «برور فون بلكسين فينك» بعد أن أخفق حبها مع أخيه، ثم غادر الاثنان الدانمرك في بداية عام 1914 إلى مستعمرة شرق أفريقيا في المنطقة التي تعرف اليوم باسم كينيا لاستثمار أموال عائلتهما في مزرعة ألبان ثم غيرا رأيهما وقررا الاستثمار في تأسيس مزرعة لأشجار البن واستئجار العمال الأفارقة هناك وهم من قبيلة الكيكويو الذين يقطنون الأراضي التي أقيمت فيها المزرعة. وقد وصفت كارين تلك المنطقة بقولها: (...إن ذلك المكان له طعم حرية من نوع خاص ويجد فيه المرء أحلامه..) !.
لقد كانت كارين وزوجها مختلفين في التعليم والمزاج، ولم يكن زوجها مخلص لها. وأصيبت كارين بمرض الزهري في سنتهم الأولى من الزواج مما أصابها بألم نفسي عميق وعلاج طويل شفيت بعده. ثم بعد عدة سنوات بقيت مفصولة عن زوجها منذ عام 1921 وطلقت منه عام 1925. وفي أثناء وجودها في أفريقيا قابلت أحد صيادي الحيوانات البرية وهو البريطاني «دنس فنش هاتون»، فبعد انفصالها عن زوجها بنت علاقة غرامية معه، واستخدم دينس هاتون منزل كارين محطة استراحة له في ذهابه وإيابه من رحلات الصيد وذلك من عام 1926 وعام 1931 ثم توفي في حادث سقوط طائرة في عام 1931 وفي نفس ذلك الوقت كان هناك كساد كبير في تجارة البن وهي واحدة من ضمن الكساد الاقتصادي العالمي بالإضافة إلى عامل آخر هو عدم مناسبة التربة هناك لزراعة أشجار البن كما كان متوقع، وكل هذا أدى إلى إجبار كارين على ترك مزرعتها التي أحبتها حيث باعت أرض المزرعة إلى جهة تختص بتطوير الأراضي وتحويلها إلى أراضي سكنية، وبعد بيعها الأرض وأثاث منزلها وماتملكه عادت إلى الدانمرك حيث قضت بقية حياتها هناك.

## تفرغها للكتابة

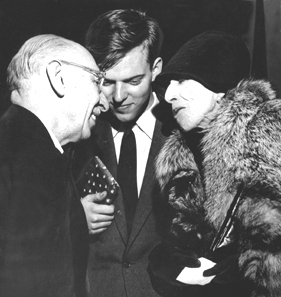
جوريج موسكوفيتن (وسط) وكارين بلكسين (يمين) في حديث مع الكومبوسر إيجور سترافنسكي (يسار) في قاعة المدينة في كوبنهاغن 1959

عند عودة كارين لموطنها في الدانمرك بدأت بالكتابة فظهر كتابها الأول سبع قصص قوطية نشر في الولايات المتحدة الأمريكية في عام 1934 تحت اسم مستعار هو «إسحاق دنسن» وكان لهذا الكتاب صدى واعتراف أدبي وشهرة أدى أيضاً إلى نشره في بريطانيا والدانمرك. ثم صدر كتابها الثاني وأكثر أعمالها الروائية شهرة خارج أفريقيا حيث نشر عام 1937 ونجاح هذا الكتاب هو نتيجة لسمعتها مؤلفة وروائية ذات أسلوب تقليدي. ومنحت الجائزة الدانمركية للمرأة في مجال الفن أو الحياة الأكاديمية في عام 1939. وفي أثناء الحرب العالمية الثانية عندما احتلت ألمانيا النازية الدانمرك كتبت كارين روايتها الطويلة «المنتقمون الملائكيون» وهي أيضاً كتبت باسم مستعار وهو «بيير أندريزل» ونشر عام 1944. وكانت كتاباتها في الأربعينيات والخمسينيات من القرن الماضي عبارة عن قصص تقليدية من ذلك رواية «عيد بابيت» التي تدور حول كبير الطباخين الذي أنفق قيمة الجائزة التي ربحها في اليانصيب (10,000 فرنك) في إعداد وليمة طعام متعددة الأطباق والمأكولات المدهشة. والقصة الخالدة التي تحكي عن رجل مسن يحاول شراء الشباب، وهي الرواية التي حاول أورسن ولز تحويلها إلى فيلم سينمائي «الحالمون» ولكن لم يسجل منه سوى مقاطع قليلة فقط ولم يكتمل الفيلم.
جميع روايات كارين بلكسين سردت بأسلوب تقليدي للرواية القصصية الخيالية، ومن خلفيات القرن التاسع عشر أو قبله بطريقة الأسلوب القديم. ومن الروايات التي اكتسبت ذلك الفن هي «قصة الكاردينال الأولى» من كتابها الخامس «حكايات أخيرة».
كتبت كارين رواياتها باللغة الإنجليزية وترجمت أعمالها إلى لغتها الأم اللغة الدانمركية. ومنحت الميدالية الدانمركية للفنون عام 1950 
وقدرت أعمالها واحترمت من قبل كل من الكاتب الأمريكي إرنست همنجواي والكاتب ترومان كابوت وذلك خلال زيارتها للولايات المتحدة الأمريكية في عام 1959 وكان من ضمن الكتاب الذين دفعوا لزيارتها الكاتب أرثر ميلر والكاتبة بيرل بك، كما قابلت كارين خلال زيارتها الممثلة مارلين منرو مع زوجها أرثر ميلر والاشتراكي بابي بالي الذي أقام لها حفلة غداء على شرفها.

## مرضها ووفاتها

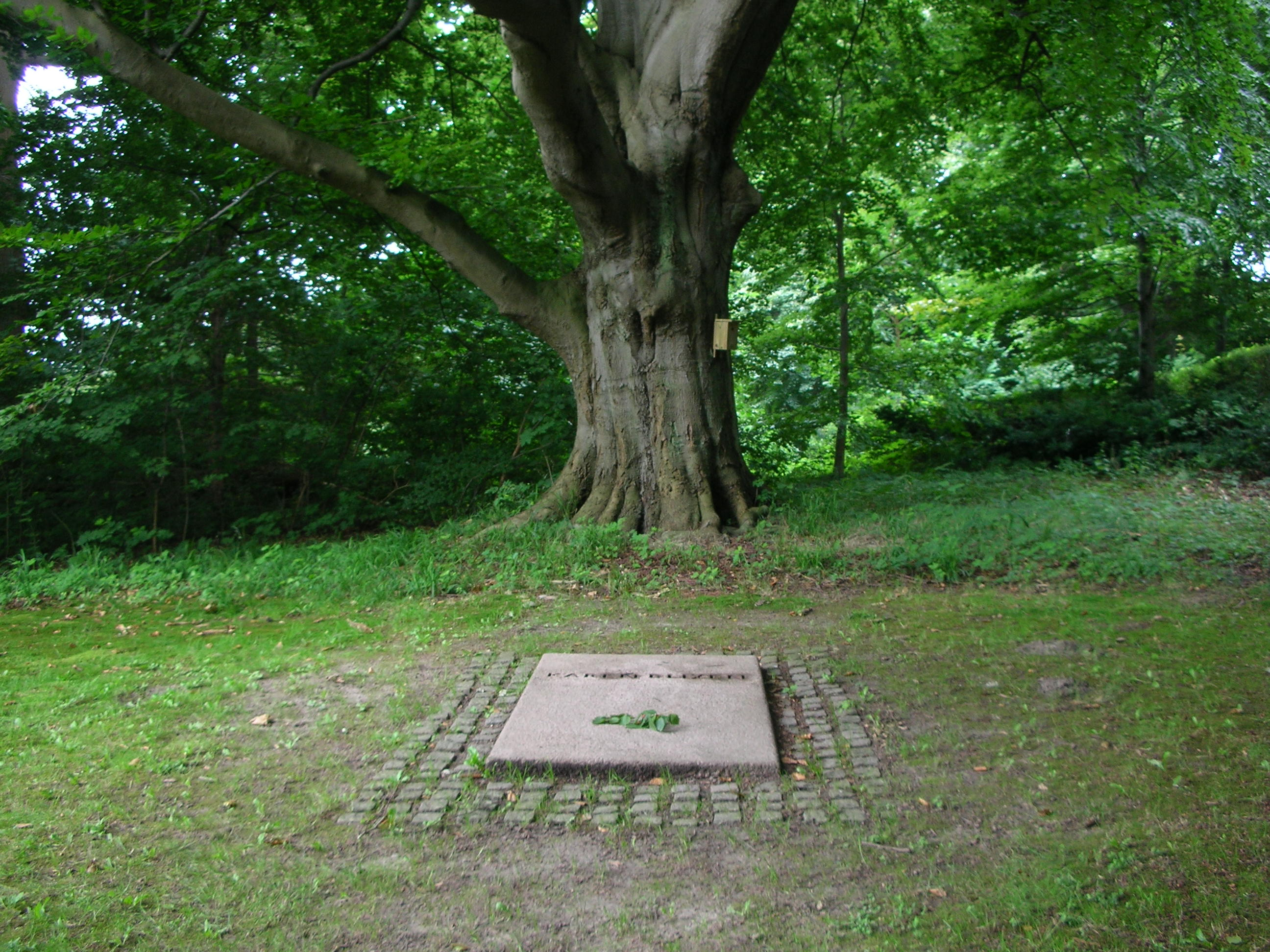
قبر كارين بلكسين في رونجستدلند بالدانمرك

يعتقد أن مرض الزهري الذي أصاب كارين بلكسين لم تشفَ منه تماماً بل استمر في إصابتها خلال حياتها، ولقد كانت الفحوصات الطبية آنذاك لم تتمكن من كشف الدليل على أن المرض لايزال موجوداً بها بعد عام 1925. أما إبداعها في الكتابة فإنه أعطى دليلاً بأنها لم تكن تعاني من التدهور العقلي أثناء المراحل المتأخرة لمرض الزهري ولا من التسمم المخي بسبب المعالجة بالزئبق. لكن الذي كانت تعاني منه هو فقد الإحساس في ساقيها والذي قد يعود السبب إلى الاستعمال المزمن للزرنيخ في فترة حياتها في أفريقيا، وهناك من يعتقد بأن فقد وزنها هو نتيجة لفقدان الشهية العصبي الذي يعرفه الأطباء باسم Anorexia nervosa هو الذي أدى لتدهور صحتها، وفي خلال الخمسينيات من القرن الماضي تدهورت صحة كارين بسرعة، وفي عام 1955 أزيل ثلث معدتها بسبب إصابته بالقرحة، وأصبحت الكتابة مستحيلة بالنسبة لها إلا أنها في هذه الفترة من المعاناة عملت مقابلات في الإذاعة، ولكن كان عدم استمرار قدرة كارين بلكسين على التغذية قد أدى إلى وفاتها في السابع من سبتمبر عام 1962 في رونجستدلند في الدانمرك وكان عمرها ناهز 77 عام.

## متحف كارين بلكسين في الدانمرك

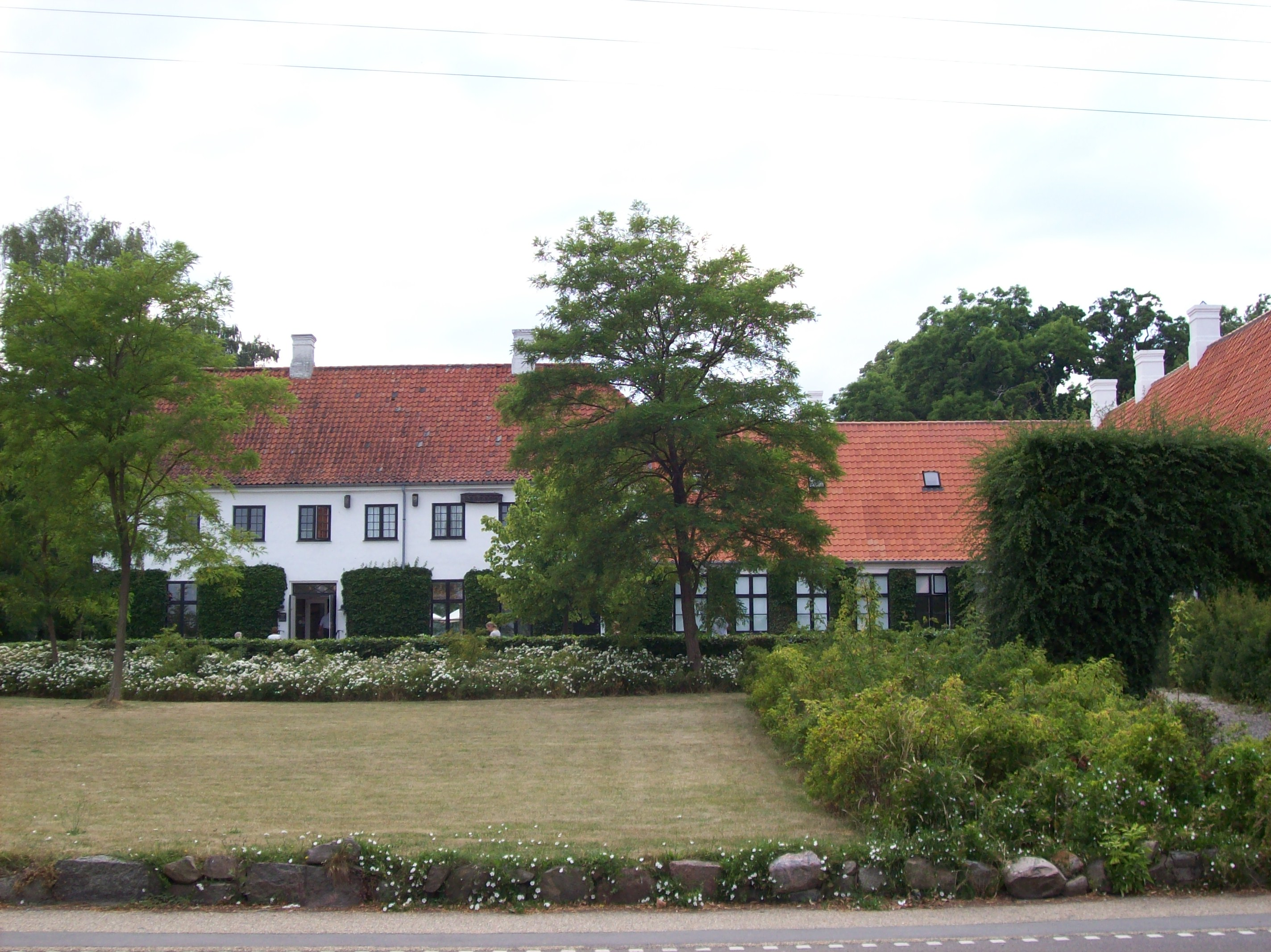
متحف كارين بلكسين في رونجستدلند بالدانمرك

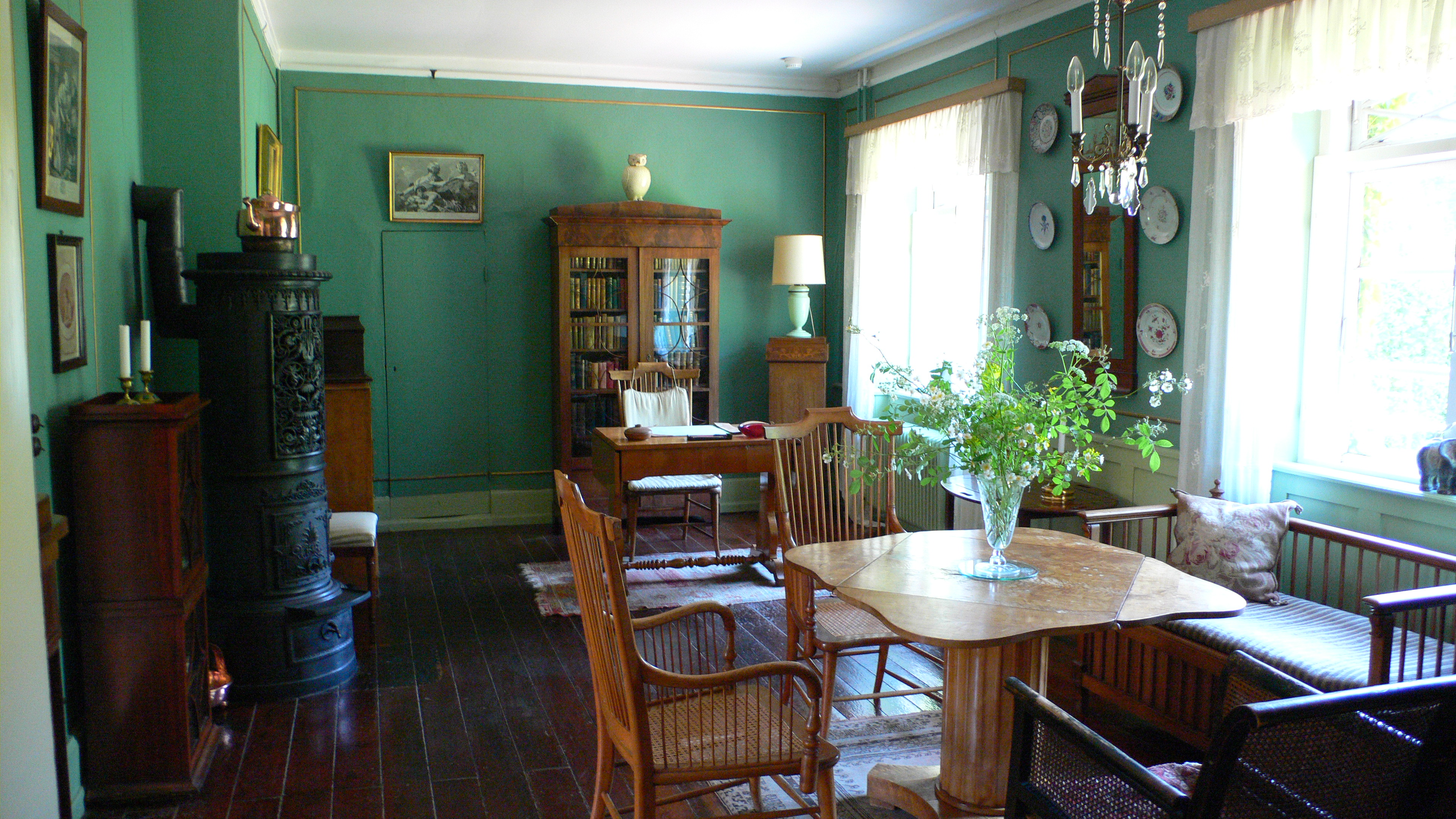
صالة الجلوس والمكتب بداخل متحف كارين بلكسين في رونجستدلند بالدانمرك

عاشت كارين معظم حياتها في أملاك عائلتها في رونجستد لند. وتقع هذه الأملاك في رونجستد على بعد 24 كيلومتر شمال كوبنهاغن عاصمة الدانمرك. لقد كانت الأجزاء القديمة لتلك الأملاك والتي تعود لعام 1680 استثمرت آنذاك في نزل ومزرعة. ولقد كانت أغلب كتابات كارين في منزلها في غرفة سميت «إيوالد» وهذا الاسم هو للمؤلف يوهانز إيوالد. إن هذه الأملاك أديرت من قبل مؤسسة رونجستد لند التي أسستها كارين وأشقاءها من قبل ثم فتحت متحفاً للجمهور في عام 1991.
لقد افتتحت الملكة مارغريت الثانية ملكة الدانمرك رسمياً متحف كارين بلكسين في رنجستد ذلك المرفأ القديم لصيادي السمك والذي تحول إلى جادة راقية على بعد 24 كيلومتر شمالي العاصمة الدانمركية. ويتكون المتحف من جناحين ومبني بالطوب الأبيض ويحتوي على مكتبتها ومذكراتها من أفريقيا. لقد بقيت غرف وصالات المنزل كما هي منذ وفاة الكاتبة عدا الطبقة الجديدة من الدهان وأجهزة الإنذار. ويضم المنزل المتحف صالة كبيرة تم تحويلها إلى صالة عرض، ومقهى صغير، ومكتبة تحتوي على مجموعة كتب كارين بلكسين وأعمالها باللغتين الدانمركية والإنجليزية وكافة اللغات التي ترجمت إليها، ويزخر المتحف بعشرات الأعمال الفنية التي توضح شغف بلكسين بالقارة السمراء فعلى الجدران توجد دروع وحراب وخناجر من قبائل الماساي والكيكويو جمعتها من تلك المنطقة التي عاشت بها، كما توجد عشرات الرسومات التي رسمتها الكاتبة لعمال أفارقة ونساء أفريقيات ظهر بعضها في كتبها. ويحيط بالمنزل المتحف حديقة من النباتات والأشجار والزهور مساحتها 16,6 هكتار تم تحويلها إلى محمية للطيور بناء على وصية الكاتبة، وفي الركن الشمالي الغربي يوجد قبرها يغطيه حجر متواضع حفر عليه اسمها فقط.

## التراث والأعمال
في الفترة التي عاشت كارين جزءاً من حياتها في أفريقيا أقامت مزرعة لأشجار البن، وهذه المزرعة تحولت الآن لضاحية سكنية من ضواحي نيروبي عاصمة كينيا وتسمى ضاحية كارين. وقد قالت كارين في آخر كتاباتها (... إن المنطقة السكنية لكارين سُميت من بعدي..)  ولقد كتب جوديث ثرمان سيرتها الذاتية وقال أن مشتري أملاك بلكسين سوف يحولها لمنطقة سكنية وأنهم سوف يسمونها ضاحية كارين. ومن المعروف أن أصدقاء كارين لا يعرفونها باسم كارين بل باسم «تانيا»، وأن الشركة العائلية التي امتلكت مزرعتها أسمتها شركة كارين للقهوة وكان رئيس الشركة عمها «آج ويستنهولز»  وحاليا تحول منزلها والأرض حوله إلى متحف هو متحف كارين بلكسين، ضم إلى متاحف كينيا الوطنية. وهناك مقهى كارين بلكسين في ضاحية كارين أيضاً وبالقرب من منزلها.
لقد رسمت صورة لكارين بلكسين ووضعت في مقدمة لورقة نقد دانماركية من فئة 50 كرونه وذلك في عام 1997، ثم استمرت بين 7 مايو عام 1999 حتى 25 أغسطس عام 2005 
وأيضاً وضعت صورتها على طابع بريد دانمركي صدر عام 1980، كما أن حفيد أخاها أندرس وستنهولز كان كاتباً وكتب بعض الكتب حول أدبها.
بعض أعمال بلكسين نشرت بشكل نهائي بما في ذلك تلك القصص التي أزيلت من المجموعات السابقة وهي كانت محاولات منها للكتابة في مناسبات مختلفة.

### قائمة أعمالها
- «الناسكون» نشرت في عام 1907 في مجلة دانمركية تحت اسم مستعار (سيولا).
- «الحارث» نشرت في عام 1907 في مجلة دانمركية تحت اسم مستعار (سيولا).
- «عائلة قطط دي» نشرت في عام 1909 في تيلسكيورين.
- «انتقام الحقيقة» نشرت في عام 1926 في الدانمرك.
- «سبع حكايات قوطية» نشرت في عام 1934 في الولايات المتحدة الأمريكية، وعام 1935 في الدانمرك.
- «خارج أفريقيا» نشرت عام 1937 في الدانمرك وإنجلترا. وفي عام 1938 في الولايات المتحدة الأمريكية.
- «حكايات الشتاء» نشرت عام 1942.
- «المنتقمون الملائكيون» نشرت عام 1947.
- «حكايات أخيرة» نشرت عام1957.
- «حكايات القدر» نشرت عام 1958.
- «ظلال على العشب» نشرت عام 1960 في إنجلترا والدانمرك، وفي عام 1961 في الولايات المتحدة الأمريكية.
- «إيرنغارد» Ehrengard نشرت في عام 1963 في الولايات المتحدة الأمريكية.
- «كرنفال: التسالي والحكايات الأخيرة» نشرت في عام 1977 في الولايات المتحدة الأمريكية.
- «عن الزواج الحديث وملاحظات أخرى» نشرت عام 1986 في الولايات المتحدة الأمريكية.
- «رسائل من أفريقيا مابين عام 1914-1931» نشرت عام 1981 في الولايات المتحدة الأمريكية.
- «كارين بلكسين في الدانمرك مابين عام 1931و 1962»، نشرت في عام 1996 في الدانمرك.

## وصلات خارجية
- كارين بلكسين على موقع IMDb (الإنجليزية)
- كارين بلكسين على موقع الموسوعة البريطانية (الإنجليزية)
- كارين بلكسين على موقع مونزينجر (الألمانية)
- كارين بلكسين على موقع ميوزك برينز (الإنجليزية)
- كارين بلكسين على موقع قاعدة بيانات برودواي على الإنترنت (الإنجليزية)
- كارين بلكسين على موقع إن إن دي بي (الإنجليزية)
- كارين بلكسين على موقع ديسكوغز (الإنجليزية)
- كارين بلكسين على موقع قاعدة بيانات الفيلم (الإنجليزية)

متحف كارين بلكسين في الدانمرك
كارين بلكسين جزء من التراث الدانمركي
حياة كارين بلكسين في أفريقيا
كارين بلكسين /الدانمرك
السيرة الذاتية لكارين بلكسين نسخة محفوظة 8 أبريل 2014 على موقع واي باك مشين.
آخر مقابلة لكارين بلكسين على يوتيوب